# Mareham on the Hill
Mareham on the Hill – wieś i civil parish w Anglii, w Lincolnshire, w dystrykcie East Lindsey. W 2011 civil parish liczyła 133 mieszkańców. Mareham on the Hill jest wspomniana w Domesday Book (1086) jako Meringhe.